# 事件 (相對論)
事件是物理學中（尤其相對論）一瞬間的物理情況，或是在時空中一個點（亦即，一個特定的地點與時間）發生的事。例如，一個玻璃杯碎在地上是一個事件——它於特定的時間發生於一特定的地點。嚴格來說，事件是個理想上的觀念，它具體標明了一組明確的時間與地點，而任何真實事件必然會在時間和空間上佔有一定的範圍。
在選擇參考系時，可以為事件指定座標：三個描述地點的空間座標 {\displaystyle {\vec {x}}=(x,y,z)}，以及一個標定事件發生時刻的時間座標 {\displaystyle t}。這四個座標 {\displaystyle ({\vec {x}},t)} 組成了與事件相關的四向量。
相對論的其中一個目標是具體說明一個事件影響另一事件的可能性。這可以藉由度量张量來說明。度量張量決定了時空的因果结构。兩事件的差（區間）可以分成類空、類光、類時三種間隔。只有被類光或類時區間分開，一個事件才能影響另一個。